# Paloma Faith
Paloma Faith Blomfield dite Paloma Faith, née le 21 juillet 1981 à Londres, est une auteure-compositrice-interprète et actrice britannique.

## Biographie
Faith est née à Londres dans le district d'Hackney, d'un père espagnol et d'une mère anglaise. Elle est élevée par sa mère à  Stoke Newington. Enfant, elle est encouragée à prendre des cours de danse qu'elle suit dans une classe de ballet à Dalston.
Elle continue ses études et se perfectionne en danse en suivant des cours de danse contemporaine à la Northern School of Contemporary Dance. En parallèle de ses études, elle fait plusieurs jobs à temps partiel dont celui de commercial pour la marque de lingerie Agent Provocateur, chanteuse dans un cabaret burlesque, assistante de magicien et modèle,.
Ses premières approches avec la musique fut lorsqu'elle imita de célèbres chanteuses soul telles que Etta James et Billie Holiday, qu'elle admire et qu'elle cite comme ses principales influences,.
Pendant son apprentissage, Faith travailla dans un pub où le patron lui demanda de monter son groupe, qu'elle appellera plus tard "Paloma and the Penetrators". Pendant une de ces prestations avec le groupe dans le cabaret, Faith fut repérée par un agent de Epic Records qui l'invita à chanter pour un manager du label. Après une audition, elle est rappelée neuf mois plus tard par ce manager pour un contrat.
Faith sortit son premier single, Stone Cold Sober, au courant 2009, et se classe 17e dans les UK Singles Chart. Elle sort son deuxième single, New York, en septembre 2009. La chanson atteint sa meilleure position début octobre, à la 15e place du UK Singles Chart. S'ensuit son premier album Do You Want The Truth Or Something Beautiful? dont les deux premiers singles étaient extraits et qui est sorti le 28 septembre 2009. L'album débute à la 14e place du UK Albums Chart et atteint la 9e.
Son second album, Fall To Grace sort en 2011. En est issu le single Picking Up The Pièces, son 2e plus grand hit à ce jour. Cet album est également un grand succès étant la 11e meilleure vente de l'année 2012 au Royaume-Uni avec près de 450 000 exemplaires vendus.
Paloma Faith sort son troisième album, A Perfect Contradiction en mars 2014, précédé par le single Can't Rely On You produit et composé par Pharrell Williams. Cet album est son plus grand succès jusqu'à présent. Only Love Can Hurt Like This, le second single, monte jusqu'à la 6e place des meilleures ventes de singles au Royaume-Uni et est également son plus gros succès seule. Ce titre a été écrit par Diane Warren. Le duo électro Sigma l'invite sur un de leurs titres, Changing, qui se classe à sa sortie numéro 1 des ventes de singles outre Manche. Artiste féminine qui vend le plus d'exemplaires de son disque en 2014, Paloma Faith gagne la récompense de « Meilleure artiste féminine anglaise » aux Brit Awards 2015.
En septembre 2015, elle sort l'hymne officiel de la Coupe du monde de Rugby 2015, World In Union.

## Discographie

### Albums studio
- 2009 : Do You Want the Truth or Something Beautiful?
- 2012 : Fall To Grace
- 2014 : A Perfect Contradiction
- 2017 : The Architect
- 2020 : Infinite Things
- 2024 : The Glorification of Sadness

## Tournées
- 2010 : Do You Want The Truth Or Something Beautiful Tour
- 2012 : Fall To Grace Tour
- 2014 : Paloma Faith Autumn Tour 2014

## Filmographie

### Cinéma
- 2009 : L'Imaginarium Du Docteur Parnassus de Terry Gilliam : Sally
- 2015 : Youth de Paolo Sorrentino : Elle-même
- 2007 : St Trinian's : Pensionnat pour jeunes filles rebelles de Oliver Parker : Andrea
- 2009 : St. Trinian's 2: The Legend of Fritton's Gold de Oliver Parker : Andrea

### Séries télévisées
- 2013 : Blandings : Georgia
- 2019 : Pennyworth : Bet Sykes

### Télévision
Peter & Wendy : la fée clochette
- 101, rue des Dalmatiens : Portia la caniche (voix)